# Scopula fasciata
Scopula fasciata är en fjärilsart som beskrevs av Vorbrodt 1930. Scopula fasciata ingår i släktet Scopula och familjen mätare. Inga underarter finns listade.